# Gáthy István
Sámsoni Gáthy István (nevének írásváltozatai Gáti István, Gáty István) (Huszt, 1780. június 10. – Tata, 1859. szeptember 24.) geodéta, vízépítő mérnök, közgazdász, a Magyar Tudós Társaság levelező tagja (1836). A korai magyar földméréstan úttörő alakja, a geodéziai szögtükör feltalálója.
Apja az 1779-től Huszton szolgáló Gáti (Gáty) István (1749–1843) református lelkész, tanár, nyelvművelő, az első magyar gyorsírási rendszer kidolgozója volt. Lajos nevű fia révén pedig (az ifjabb) Gáthy István nagyapja volt Gáty Zoltán zeneszerzőnek.

## Életútja
Alapiskoláit Máramarosszigeten végezte el, majd 1794–1800-ban Debrecenben tanult. 1800-tól Ószőnyben tanítóskodott, majd 1803-tól 1808-ig mérnöki és jogi tanulmányokat folytatott a pesti egyetemen. Mérnöki oklevelét az Institutum Geometricumban már 1807-ben megszerezte. 1808-tól a gróf Esterházy család pápai, 1830-tól tatai uradalmának főerdőmestereként tevékenykedett. 1835-ben a tatai és gesztesi uradalmak főmérnökévé nevezték ki.
Házassága révén szoros családi kapcsolatba került a pápai református közélet vezető körével: Torkos Teréziát vette el, akinek apja az ifjabb Torkos Jakab volt, aki 1795 és 1813 között töltötte be a Dunántúli Református Egyházkerület püspöki tisztét, ennek nagybátyja volt az idősebb Torkos Jakab, aki 1745 és 1785 között volt püspök, és mindannyian egyenes ági leszármazottai voltak Csúzi Cseh Jakabnak, aki 1693–95-ben töltötte be ugyanazt a tisztséget.

## Munkássága
Az Esterházyak szolgálatában – noha névlegesen főerdőmester volt – elsődleges feladata az uradalmak területén található vízfolyások szabályozása, a huzamosan víz alatt álló területek, mocsarak lecsapolása volt. 1830-ban elkészítette tervezetét a Rába, a Rábca és a Marcal szabályozására, de tervei nem váltak valóra. Behatóan foglalkozott földmérési kérdésekkel, s 1835-ben kifejlesztette a mérőasztalt és mérőláncot helyettesítő szögtükröt. A kitűzést megkönnyítő műszer használhatóságáról éveken keresztül parázs szakmai viták folytak, de továbbfejlesztett változatai a legújabb időkig használatban vannak. Emellett megteremtette a matematikai alapú, ún. számszerű vagy numerikus eljárás alapjait, amelynek értelmében a felvételi pontok nem csak rajzon jelennek meg, hanem számszerű koordinátapontokat is rendelnek hozzájuk.
Gáthynak a korszerű pénzügyi szolgáltatások kiépítésében is jelentős szerepe volt: Fáy Andrással az első magyarországi takarékpénztár, Fényes Elekkel pedig egy életbiztosító intézet terveit dolgozta ki. Az 1820-as–1840-es években több folyóiratban cikkezett gazdaságpolitikai, gazdaságszervezési és műszaki témákban (dézsma- és úrbérügy, folyószabályozás és vízépítés, földmérés, erdőművelés stb.). A pénznek természete, annak a hitel által előállítható hatalma és a hitelbank című pénzügyi művének megjelentetését 1832-ben a cenzúra megakadályozta. Az eddigiek mellett jelentős volt zenepedagógiai munkássága is, ő írta az első magyar zongoraiskola-könyvet 1802-ben.
1836-ban a Magyar Tudós Társaság levelező tagjává választották. 1848-tól az Országos Magyar Gazdasági Egyesület erdészeti szakosztályának elnöke volt.

## Főbb művei
- A kótából való klavirozás mestersége…, Buda, 1802
- Földmérési legujabb rend- s műszerfölfedezés és ajánlkozás tökéletes mérés és örökös térképek iránt, h. n., 1835
- Vízszabályozási eszméletek, különösebb tekintettel a Rába folyam rendezése s hajózhatóvá tételére, Pest, 1839
- Gyakorlati földmérés tükrökkel: Becsleges földosztály és a távmércső, Pápa, 1845
- Budapestnek árvíz ellen megóvásáról, Pest, 1845